# Ischnothyreus jojo
Espèce
Ischnothyreus jojo est une espèce d'araignées aranéomorphes de la famille des Oonopidae.

## Distribution
Cette espèce est endémique du Kalimantan central en Indonésie,.

## Description
Le mâle holotype mesure 1,76 mm et la femelle paratype 2,13 mm.

## Publication originale
- Kranz-Baltensperger, 2011 : The oonopid spider genus Ischnothyreus in Borneo (Oonopidae, Araneae). Zootaxa, no 2939, p. 1-49.